# Edifício Itália

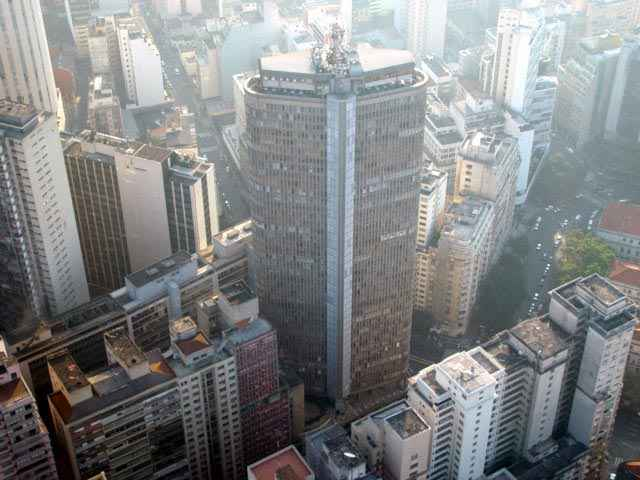
Edifício Itália

Edifício Itália är en 165 meter hög skyskrapa i São Paulo, Brasilien. Edifício Itália byggdes 1960-1965 och är med 46 våningar är den näst högsta skyskrapa i Brasilien. 